# Dereje Tesfaye
Dereje Tesfaye (* 30. September 1985 in Arsi) ist ein äthiopischer Langstreckenläufer, der sich auf die Marathondistanz spezialisiert hat.
Bei seinem Debüt 2004 beim Amsterdam-Marathon belegte er in 2:15:06 h den elften Platz. Im folgenden Jahr wurde er Dritter beim Enschede-Marathon und Sechster beim Frankfurt-Marathon. 2006 steigerte er als Achter beim Hamburg-Marathon seine persönliche Bestleistung auf 2:11:10 h.
Danach stagnierte Tesfaye zunächst in seiner Leistungsentwicklung. Beim Amsterdam-Marathon erreichte er 2006 nur Platz 17 und 2007 Platz 19. 2008 gelang ihm beim Enschede-Marathon ein vierter Platz und er wurde Zweiter beim Zwolle-Halbmarathon. Bei den Halbmarathon-Weltmeisterschaften in Rio de Janeiro belegte er den 18. Platz. Zum Abschluss der Saison gewann er den Montferland-Run über 15 Kilometer.
Die Saison 2009 begann für Tesfaye mit einem fünften Platz beim Dubai-Marathon. Zwei Monate später stellte er beim City – Pier – City Loop als Dritter in 1:00:02 h eine persönliche Bestleistung im Halbmarathon auf. Beim Rotterdam-Marathon wurde er Zwölfter, ebenso wie bei den Halbmarathon-Weltmeisterschaften in Birmingham, wo er außerdem die Bronzemedaille in der Mannschaftswertung gewann. Am Saisonende startete er beim Fukuoka-Marathon. Nachdem er dort dem späteren Sieger Tsegay Kebede als letzter bis Kilometer 33 folgen konnte, fiel er am Ende noch auf den vierten Platz zurück, stellte jedoch mit seiner Zeit von 2:08:36 h eine persönliche Bestleistung auf.

## Bestleistungen
- Halbmarathon: 1:00:02 h, 14. März 2009, Den Haag
- Marathon: 2:08:36 h, 6. Dezember 2009, Fukuoka